# عصفورة بيضاء في عاصفة ثلجية
عصفورة بيضاء في عاصفة ثلجية (بالإنجليزية: White Bird in a Blizzard)‏ هو فيلم دراما وإثارة أمريكي من كتابة وإخراج غريغ أراكي، ومقتبس عن رواية بنفس العنوان للكاتبة لورا كاسيشكي. الفيلم من بطولة شايلين وودلي بدور فتاة تصبح حياتها في فوضى عندما تختفي فجأة والدتها، تلعب دورها إيفا جرين. أيضاً كريستوفر ميلوني وجيكوب أرتيست وجابوري سيديبي وأنجيلا باسيت يشاركون بأدوار مساعدة. حظي الفيلم بعرضه الأول في مهرجان صاندانس السينمائي في 20 يناير 2014.
عصفورة بيضاء في عاصفة ثلجية من المقرر ان يصدر في 24 أكتوبر 2014 بالولايات المتحدة.

## طاقم التمثيل
- شايلين وودلي بدور كات كونور
- إيفا جرين بدور إيف كونور
- كريستوفر ميلوني بدور بروك كونور
- شيلوه فرنانديز بدور فيل
- جيكوب أرتيست
- أنجيلا باسيت بدور الدكتور ثالير
- جابوري سيديبي بدور بيث
- شيريل لي بدور ماي

## روابط خارجية
- عصفورة بيضاء في عاصفة ثلجية على موقع IMDb (الإنجليزية)
- عصفورة بيضاء في عاصفة ثلجية على موقع ميتاكريتيك (الإنجليزية)
- عصفورة بيضاء في عاصفة ثلجية على موقع روتن توميتوز (الإنجليزية)
- عصفورة بيضاء في عاصفة ثلجية على موقع نتفليكس (الإنجليزية)
- عصفورة بيضاء في عاصفة ثلجية على موقع قاعدة بيانات الأفلام العربية
- عصفورة بيضاء في عاصفة ثلجية على موقع ألو سيني (الفرنسية)
- عصفورة بيضاء في عاصفة ثلجية على موقع Turner Classic Movies (الإنجليزية)
- عصفورة بيضاء في عاصفة ثلجية على موقع أول موفي (الإنجليزية)
- عصفورة بيضاء في عاصفة ثلجية على موقع بوكس أوفيس موجو (الإنجليزية)
- عصفورة بيضاء في عاصفة ثلجية على موقع فيلمافينيتي (الإسبانية)